# Uncoupled
Uncoupled (ou Découplé au Québec) est une série télévisée américaine en huit épisodes d'environ 29 minutes créée et écrite par Darren Star et Jeffrey Richman (en) et mise en ligne le 29 juillet 2022 sur Netflix,.
Elle met en vedette Neil Patrick Harris en tant que Manhattanite gay naviguant sur la scène des rencontres après avoir été brusquement largué par son compagnon de longue date (17 ans).

## Synopsis
Michael, agent immobilier à New York, vit depuis dix-sept ans un bonheur sans nuage avec Colin. Pour les cinquante ans de ce dernier, il prépare une fête surprise, mais Colin lui annonce alors qu'il a pris un appartement et ne veut plus vivre avec lui. Michael a d'abord du mal à admettre cette séparation inexpliquée. Puis, soutenu par ses amis Suzanne, Billy et Stanley, il va se lancer dans le monde des rencontres.

## Distribution

### Acteurs principaux
- Neil Patrick Harris (VF : Vincent Ropion) : Michael Lawson, un agent immobilier de New York
- Tisha Campbell (VF : Ninou Fratellini) : Suzanne Prentiss, la partenaire commerciale de Michael
- Emerson Brooks (VF : Jean-Michel Vaubien) : Billy Burns, un météorologue et l'un des meilleurs amis de Michael
- Brooks Ashmanskas (en) (VF : Marc Bretonnière) : Stanley James, un marchand d'art et l'un des meilleurs amis de Michael

### Acteurs récurrents
- Marcia Gay Harden (VF : Véronique Augereau) : Claire Lewis, cliente de Michael
- Tuc Watkins (VF : Jérôme Rebbot) : Colin McKenna, ex-petit ami de Michael
- André De Shields (en) (VF : Thierry Walker) : Jack, voisin de Michael
- Colin Hanlon (en) (VF : Stéphane Otero) : Jonathan #1
- Jai Rodriguez (en) (VF : Jonathan Gimbord) : Jonathan #2
- Nic Rouleau (VF : Jérémy Bardeau) : Tyler Hawkins, courtier immobilier rival de Michael et Suzanne
- Jasai Chase Owens (VF : Benoît Fort-Junca) : Kai Prentiss, fils de Suzanne

### Invités
- Stephanie Faracy (en) (VF : Monique Nevers) : Lisa Lawson, mère de Michael (Chapitres 1 et 4)
- Byron Jennings (VF : Richard Leroussel) : Ben Lawson, père de Michael (Chapitres 1, 4 et 5)
- Gilles Marini[4] (VF : Vincent Bonnasseau) : Paolo (Chapitre 3)
- Peter Porte (en) (VF : Guillaume Lebon) : Josh Gibson (Chapitre 5)
- David Burtka (VF : Benjamin Pascal) : Jerry, collègue de Billy (Chapitre 6)
- Dan Amboyer : Luke (Chapitre 6)
- David Pittu (en) : Dennis, conseiller conjugal de Dennis, Colin et Michael (Chapitres 1 et 4)
- Bruce Altman : Henry, l'ex-mari de Claire (Chapitre 7)
- David A. Gregory (en) : Corey (Chapitre 7)
- Tamala Jones : Mia, l'amie de Suzanne (Chapitre 7)

 Source et légende : version française (VF) sur RS Doublage et Doublage Séries Database

## Production

### Genèse et développement
Le 13 janvier 2023, la série est annulée par Netflix.
En février 2023, Showtime a repris la série pour une deuxième saison. Le tournage était prévu pour juillet mais dut être repoussé en raison de la grève de la Writers Guild of America de 2023, chamboulant aussi le planning du tournage de l'autre série de Darren Star, Emily in Paris, qui a repris après la grève. Showtime annule sa commande le 21 mars 2024.

### Tournage
Le tournage a lieu à New York.

### Fiche technique
Sauf indication contraire, les informations mentionnées dans cette section peuvent être confirmées par la base de données cinématographiques IMDb,  présente dans la section « Liens externes ».
- Titre original et français : Uncoupled
- Titre québécois : Découplé
- Création : Jeffrey Richman (en) et Darren Star[11],[12]
- Casting : Steven Jacobs
- Réalisation : Andrew Fleming, Zoe R. Cassavetes et Peter Lauer
- Scénario : Jeffrey Richman, Darren Star, Abraham Higginbotham, Aeysha Carr, Ira Madison III, Don Roos et Robin Schiff
- Musique : Gabriel Mann
- Directions artistique : n/a
- Décors : Ray Kluga
- Costumes : n/a
- Photographie : Seamus Tierney
- Montage : n/a
- Production : Michael Amodio, Stephen Joel Brown, Ryan McCormick
- Production déléguée : Lilly Burns, Neil Patrick Harris, Tony Hernandez, Abraham Higginbotham, Jeffrey Richman, Don Roos et Darren Star
- Coproduction : Ira Madison III
- Sociétés de production : Darren Star Productions, Jax Media, Jeffrey Richman Productions et MTV Entertainment Studios
- Société de distribution : Netflix
- Pays de production :  États-Unis
- Langue originale : anglais
- Format : couleur - format HDTV 1080i - son 5.1
- Genre : comédie romantique, drame
- Nombre de saisons : 1
- Nombre d'épisodes : 8
- Durée : 27–31 minutes
- Date de diffusion : 29 juillet 2022 sur Netflix

## Épisodes
La série comporte huit chapitres-épisodes.

## Réception critique
20 Minutes retient quelques bons moments et les performances des actrices, mais déplore une occasion manquée : « On regrette ainsi que les auteurs de la série n’aient pas profité de cette occasion pour aborder plus en profondeur la thématique du jeunisme et du vieillissement chez les gays, qui sont pourtant de vrais sujets ». Il est difficile de s'identifier aux personnages aisés de la série et à un personnage principal « qui n’a aucun mal à trouver d’autres partenaires plus beaux les uns que les autres ». Les Inrockuptibles trouvent également que la série « rate son sujet ».
Pour Le Parisien, « « Uncoupled » sonne juste, fait sourire à défaut de vraiment rire, allie le charme, un peu d’audace et une manière de raconter la vie de tout le monde à travers celle d’une micro-communauté, ici un groupe d’amis quinquagénaires gays, très à l’aise financièrement mais à la rue sentimentalement ».
Vogue Paris voit Uncoupled comme une version gay de la série Sex and the City du même producteur, et trouve la série accrocheuse et cocasse, « à regarder sans modération ! ». Télérama se laisse séduire par une série « non sans charme ».